# クラヨーヴァ市電
クラヨーヴァ市電（ルーマニア語: Tramvaiul din Craiova）は、ルーマニアの都市・クラヨーヴァ市内に存在する路面電車。2020年現在は路線バスを始めとしたクラヨーヴァの公共交通機関を運営する公営組織であるRATクラヨーヴァ（RAT Craiova）によって運営されている。

## 概要
第二次世界大戦後の共産主義時代、クラヨーヴァの公共交通の需要は路線バスによって賄われており、都市の拡大及び人口増加に応じてバスの路線網の拡張が行われていた。だが、1980年代に入るとルーマニア全土で石油の輸入に伴う通貨の海外への流出が問題視され、石油の輸入を抑制するためエネルギー効率が良い路面電車の導入が推奨されるようになった。そこでクラヨーヴァでも市内の産業施設を結ぶ路線の建設が決定し、1987年から営業運転を開始した。
2020年時点でも開業当時の路線が維持されており、東西を結ぶ1本の路線の中で以下の3つの系統が運行している。開業当初と比べて列車の運行頻度は減少したが、欧州連合からの支援を受けた路線の近代化が2010年代に実施されている他、後述の通り車両についてもヨーロッパ各地の状態の良い中古車両を譲り受ける事で近代化が行われている。運賃は1回の乗車につき2レイで、現金による乗車券の購入に加え非接触式ICカード機能を搭載したクレジットカードでの乗車も可能である。
| 系統番号 | 起点             | 終点                 | 営業キロ (往復時) | 備考・参考 |
| -------- | ---------------- | -------------------- | ----------------- | ---------- |
| 100      | Peco Severinului | Pod Electro si retur | 13.4km            | [ 10 ]     |
| 101      | CLF              | Ford Bucla           | 25.2km            | [ 11 ]     |
| 102      | Termo Bucla      | Ford Bucla           | 34.4km            | [ 12 ]     |

路線図
100号線
101号線
102号線

## 車両
開業当初のクラヨーヴァ市電ではルーマニアの国産車両である「ティミス2」（ボギー車）が用いられ、一部は近代化も実施されたが、民主化後はヨーロッパ諸国の譲渡車両による置き換えが行われ、2016年の時点では全車が譲渡車両に統一されていた。だが、これらは経年により老朽化が進んでいた事から、2010年代以降超低床電車の導入に関する検討が行われ、2021年にポーランドのペサ（PESA）が展開する「ツイスト」（3車体連接車）を導入することが決定し、2023年3月15日から営業運転を開始した。下記の通り、営業運転開始時点でツイストは10両が使用されており、以降も7両が導入されることになっている。

### 現有車両
| 形式     | 編成        | 譲渡元           | 車両数 (2023年現在) | 備考・参考                                        |
| -------- | ----------- | ---------------- | ------------------- | ------------------------------------------------- |
| E1       | 2車体連接車 | ロッテルダム市電 | 7両                 | 元はウィーン市電の車両 一部車両は近代化工事を実施 |
| KT4D     | 2車体連接車 | ベルリン市電     | 3両                 | 一部車両は近代化工事を実施                        |
| T4D-MT   | ボギー車    | ドレスデン市電   | 3両                 | [ 1 ] [ 13 ]                                      |
| ツイスト | 3車体連接車 |                  | 10両                | [ 13 ] [ 17 ]                                     |

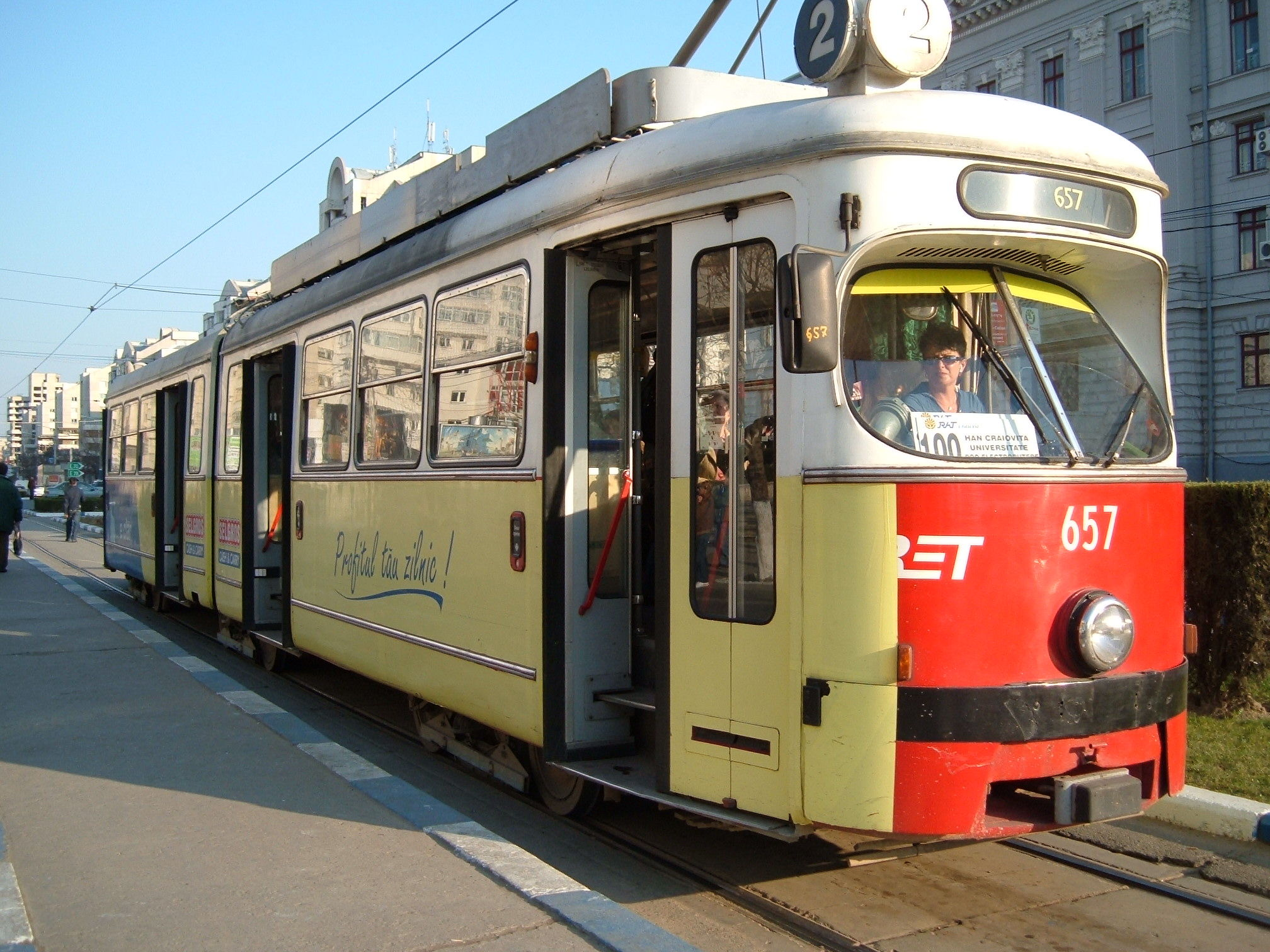
E1（2007年撮影）
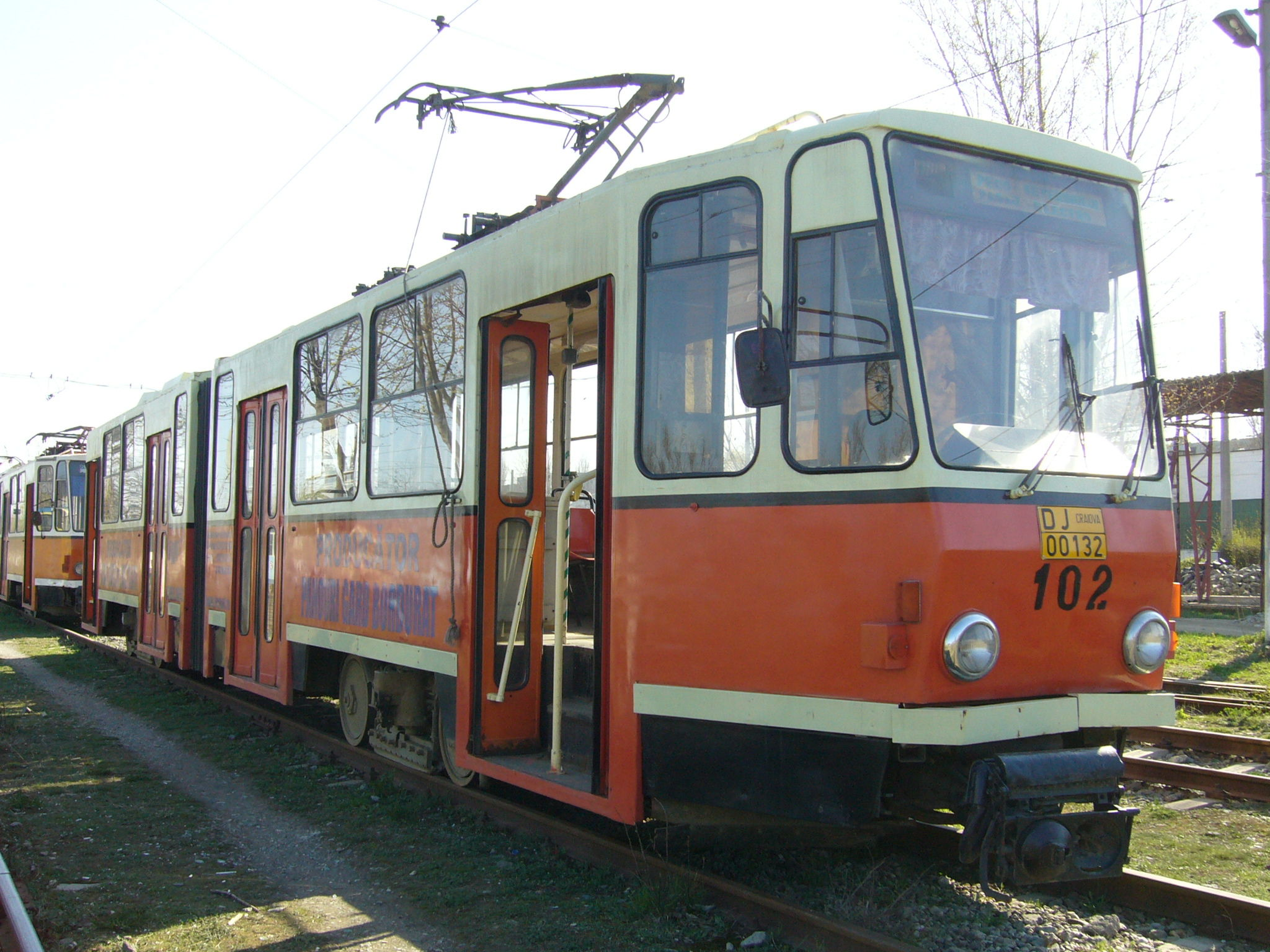
KT4D（2008年撮影）
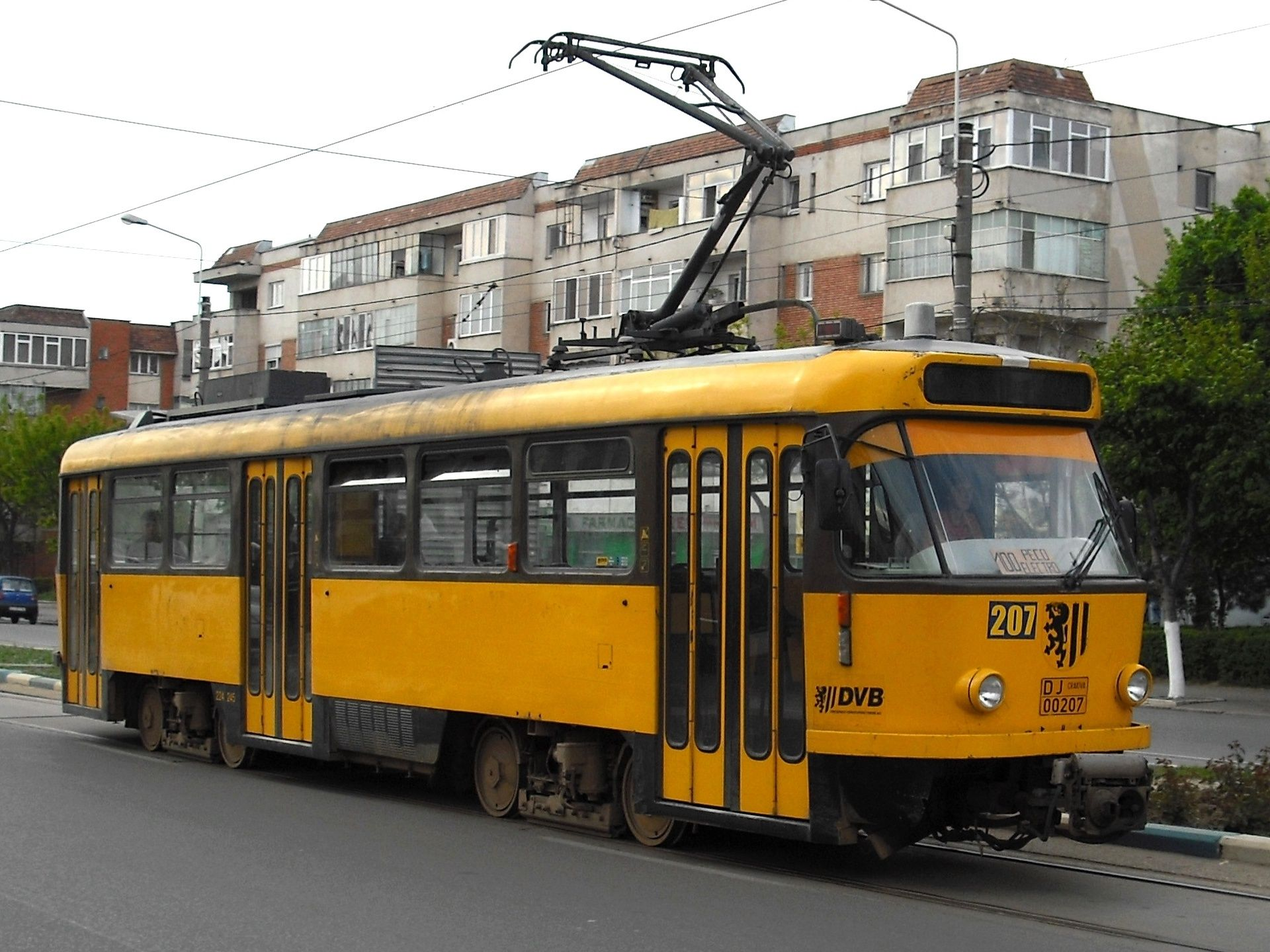
T4D-MT（2009年撮影）

### 過去の車両
- ティミス2 - ルーマニアの国産車両[1][7]
- TB4D - ドレスデン市電からの譲渡車両[19]
- T4D・B4D - ライプツィヒ市電からの譲渡車両[1][7][20]
- M・m - ミュンヘン市電からの譲渡車両[7][21]

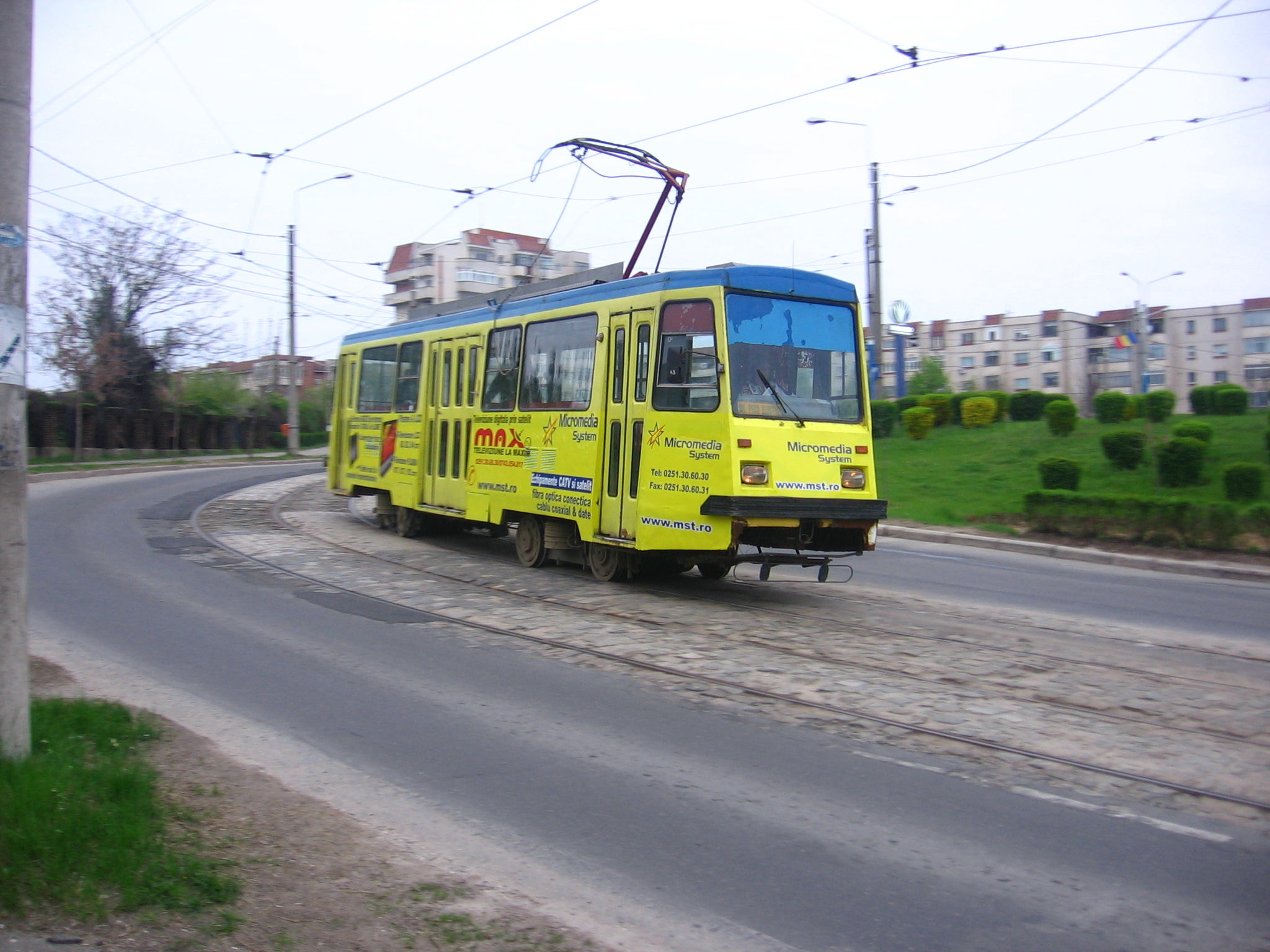
ティミス2（2006年撮影）
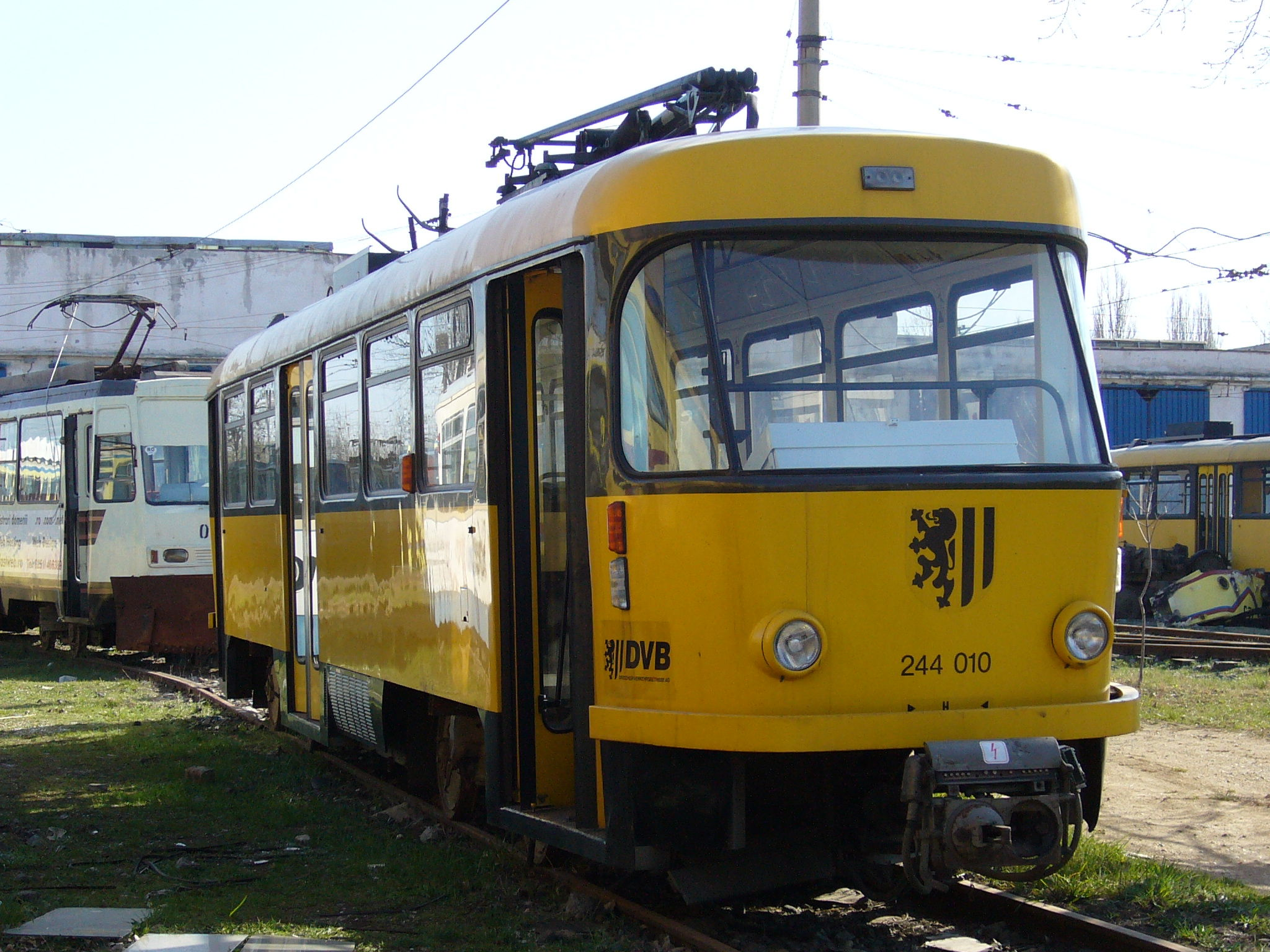
TB4D（2008年撮影）
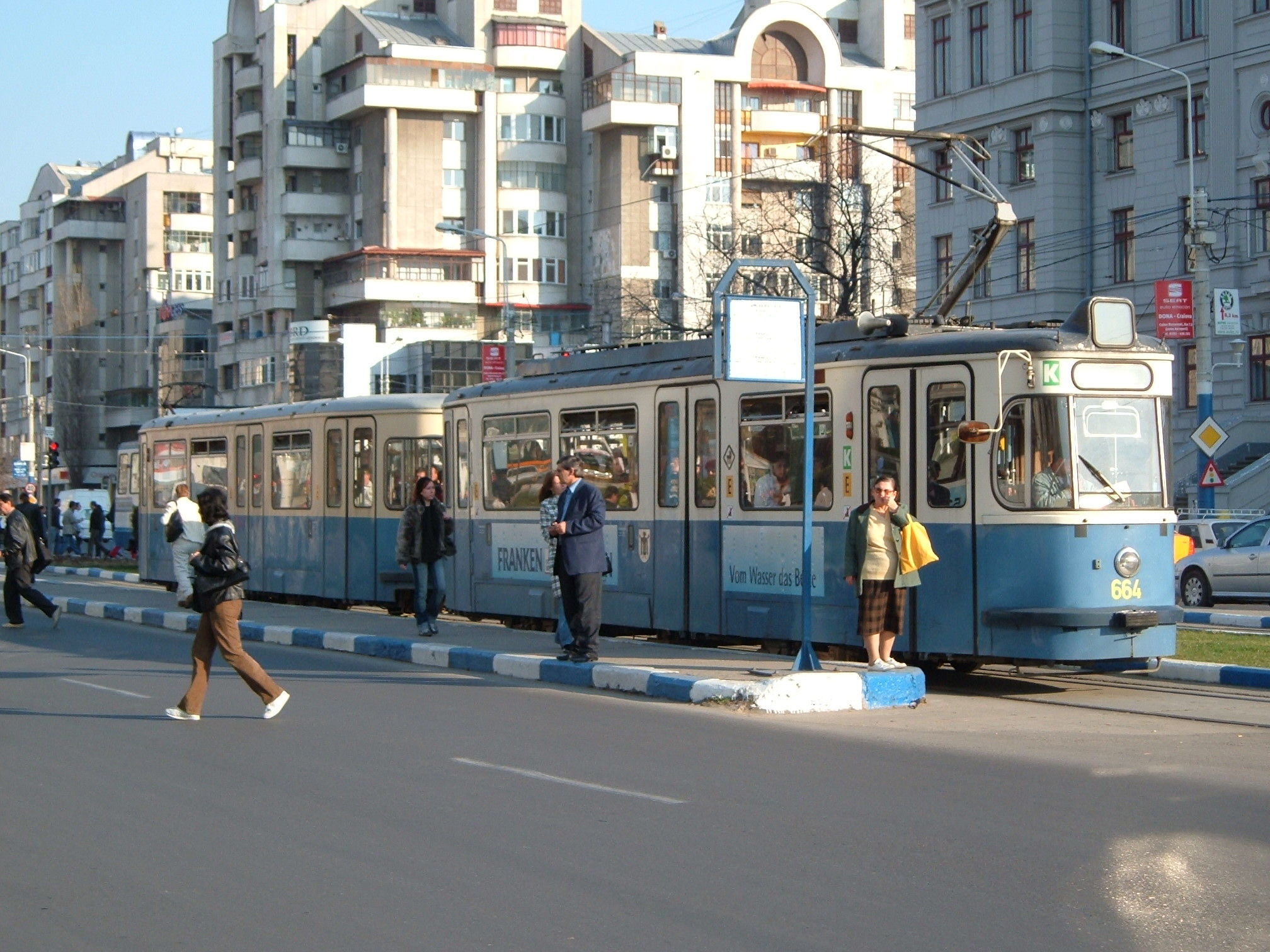
M・m（2007年撮影）